# Efip d'Olint
Efip (grec antic: Ἔφιππος, llatí: Ephippus) fou un historiador grec nascut a Olint que va escriure sobre Alexandre el Gran.
Se suposa que va viure durant el regnat d'Alexandre o poc després, però no se sap del cert. Si fos el mateix personatge que esmenta Flavi Arrià amb aquest nom, seria l'Efip nomenat pel rei superintendent (ἐπίσκοπος) d'Egipte juntament amb Èsquil de Rodes, i es podria demostrar que va viure en aquesta època.
Només Ateneu de Nàucratis fa referència a la seva obra amb el títol de Sobre la mort d'Alexandre i d'Hefestió, encara que Diodor de Sicília i altres autors sembla que la van consultar. Pels fragments existents, segurament estava més enfocada cap al caràcter i les activitats privades de les persones que sobre les seves actuacions polítiques i militars.
Plini el Vell parla d'un Efip que era una autoritat sobre les plantes, però es creu que era una persona diferent.